# 184 km (obwód leningradzki)
184 km, Ijewkowo (ros. 184 км, Иевково) – przystanek kolejowy w pobliżu miejscowości Ijewkowo w rejonie wołchowskim, w obwodzie leningradzkim, w Rosji. Położony jest na linii Wołchow - Murmańsk.